# Koppenhágai metró
A koppenhágai metró (dánul: Københavns metro) a dán főváros metróhálózata, amely jelenleg Koppenhágát, Frederiksberget és Tårnbyt szolgálja ki. Az M1-es és M2-es vonalakat 2002 októberében nyitották meg, és bővítették 2003-ban, illetve 2007-ben, a hálózat 2019-ben az M3-assal, végül 2020-ban és 2024-ben az M4-essel érte el a jelenlegi hosszát.
A kezdeti nehézségek megoldása óta a metró több mint 98%-os pontossággal működik, és 2008-ban 46 millió utast szállított. Az utasszámok azonban lényegesen elmaradnak a metróépítésről szóló döntés idején készített előrejelzésektől. Ennek részben az az oka, hogy számos többé-kevésbé párhuzamos buszjárat közlekedik, amelyek ugyan lassabbak a metrónál, de a jobb hálózati lefedettség miatt ez a teljes utazási időben nem feltétlenül jelentkezik.

## Történelem
1992-ben konzorciumot hoztak létre az új Ørestad városrész fejlesztésére, amelynek az is feladata volt, hogy fejlesztési területek értékesítésével teremtse meg a metró finanszírozásának alapjait. A konzorciumban a koppenhágai önkormányzat 55%-os, a dán állam 45%-os részt birtokolt. 2007-ben az Ørestad konzorciumot a hasonló tulajdoni háttérrel rendelkező metrókonzorcium váltotta fel. A metrót a telekértékesítések bevételeiből finanszírozták, de a konzorcium hitelt is felvehetett, amelyet az állam és az önkormányzat garantált. A modell sikeresnek bizonyult, mivel a területek a vártnál gyorsabban és magasabb áron keltek el, a piacon pedig olcsóbban lehetett hitelhez jutni.
Az első szakaszt – Nørreport és Vestamager, illetve Lergravsparken között – 2002. október 19-én adták át. 2003. május 29-én készült el a Nørreport és Frederiksberg közötti szakasz, október 12-étől pedig már egészen Vanløséig lehetett használni (a Flintholm állomás átadásra csak 2004. január 24-én került sor). Ugyanabban az évben elkezdték a repülőtérig tartó harmadik szakasz építését, amit 2007. szeptember 28-án adtak át a forgalomnak.
2019. szeptember 29-én elindult a harmadik, M3-as vonal, amely a Kongens Nytorvtól Østerporton, Frederiksbergen és a koppenhágai főpályaudvaron át ugyanaddig az állomásig közlekedik; a vonal neve Cityringen. 2020. március 28-ától az északkeleti Orientkajig tartó kiágazáson is közlekednek a vonatok, délkelet felé pedig eleinte a főpályaudvarig, majd 2024. június 22-étől egészen København Sydig, ez az M4-es metróvonal.

## Vonalak
| Vonal | Végállomások | Végállomások        | Megnyitás ideje      | Hossz (km) | Állomások száma |
| ----- | ------------ | ------------------- | -------------------- | ---------- | --------------- |
| M1    | Vanløse      | Vestamager          | 2002. október 19.    | 13,1       | 15              |
| M2    | Vanløse      | Københavns Lufthavn | 2002. október 19.    | 14,2       | 16              |
| M3    | Cityringen   | Cityringen          | 2019. szeptember 29. | 15,5       | 17              |
| M4    | Orientkaj    | København Syd       | 2020. március 28.    | 5,7        | 8               |

A koppenhágai metróhálózat 2020 óta négy vonalból áll. Az M1-es és az M2-es Vanløséből indul, Christianshavn állomás után kettéágaznak, majd az Amager szigetén található Vestamagerig (M1), illetve a koppenhágai repülőtérig (M2) közlekednek. Öt helyen – Vanløse, Flintholm, Nørreport, Ørestad és Københavns Lufthavn – van a metróknak S-tog- vagy regionális vasúti csatlakozása. A 2019-ben megnyitott M3-as vonal egy körgyűrű Østerbro, Nørrebro, Vesterbro és Indre By városrészekben. Østerport és København H állomások között vele párhuzamosan halad a 2020 óta üzemelő M4-es metró, ennek északi végállomása, Orientkaj a nordhavni kikötőben található, délen pedig København Sydig közlekedik.

## Állomások

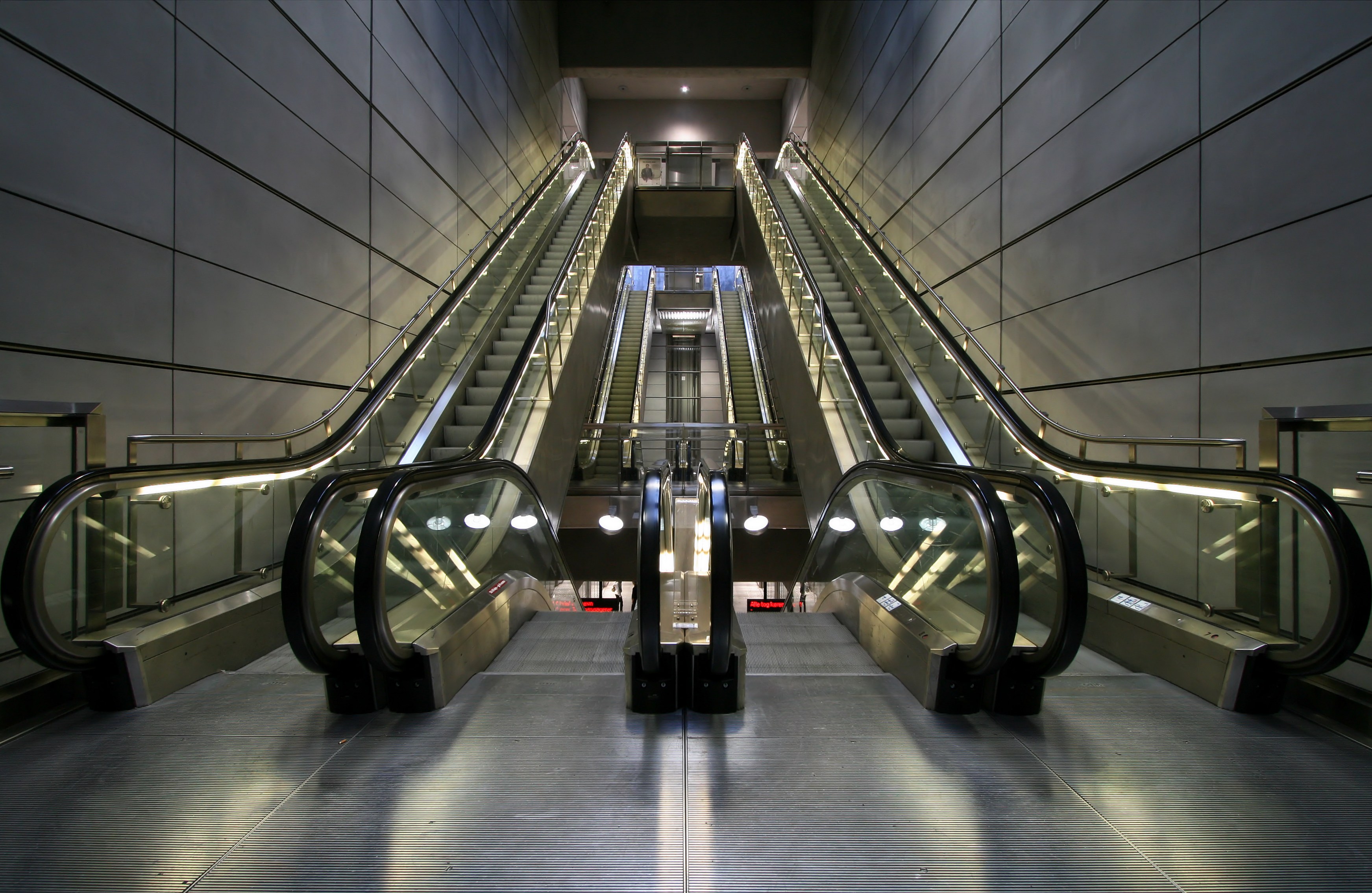
Mozgólépcsők az egyik metróállomáson

A metróállomások tervezésénél a kényelmes és egyszerű eljutást tartották szem előtt, ezért a klasszikus, funkcionális skandináv dizájnt választották. A föld alatti szakaszokon kilenc állomás működik, de a felszíni állomásokat is hasonló szellemben és formatervezéssel alakították ki.

## Szerelvények

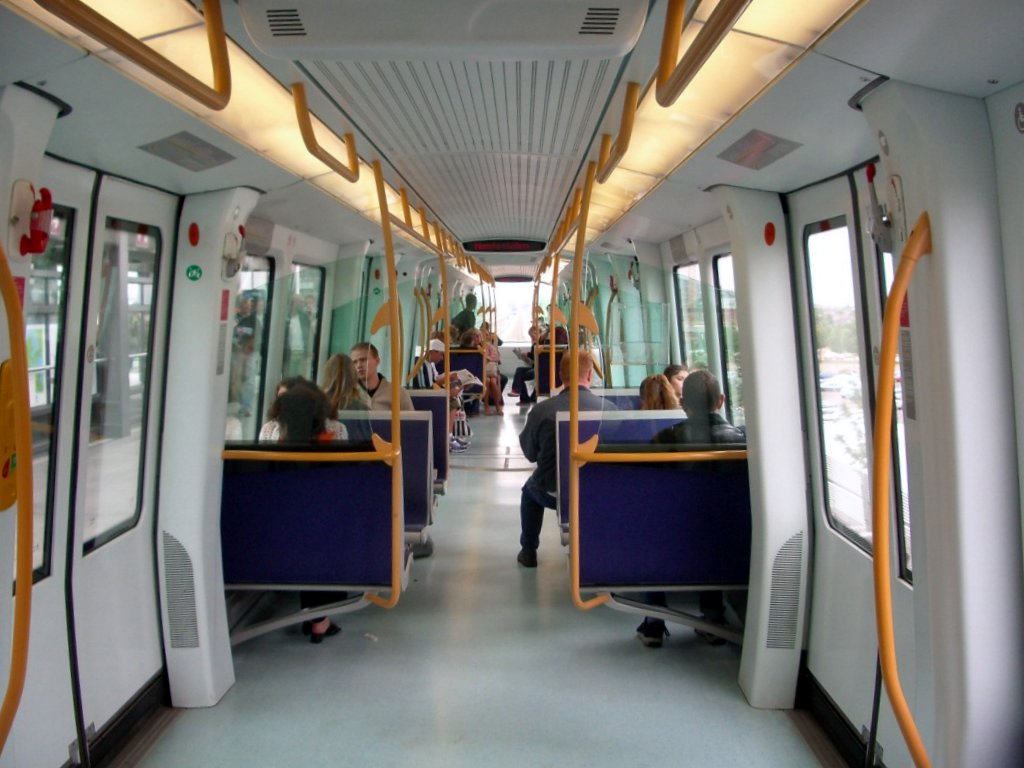
Egy metrószerelvény belülről

Az M1-es és M2-es metróvonalat összesen 42 vonat szolgálja ki. A háromkocsis szerelvények teljes hosszukban átjárhatók. Vezető nélkül, teljesen automatizáltan működnek, de vonatkísérő tartózkodik a szerelvényeken. A vonatok 300 fős kapacitásából nagyjából 100 ülőhely; a gyors utascserét oldalanként hat széles ajtó szolgálja. Az ülések a menetiránnyal párhuzamosak a vonat két szélén, kivéve a vonat elejét, ahol az előre néző ülésekről a nagy szélvédőn át ki lehet látni. Négy helyen felhajtható üléseket szereltek be, hogy kerekesszékkel, babakocsival vagy kerékpárral is fel lehessen szállni. Minden kocsiban két elektronikus utastájékoztató található. A vonatok és az állomások biztonságát térfigyelő kamerák is biztosítják.
A vonatok frissített változata 2019 óta közlekedik az M3-as és M4-es metróvonalakon (39 db), illetve ezek kissé eltérő változata az M1-es és M2-es vonalakon (a korábbi 34 mellett 8 db).

## Fordítás
Ez a szócikk részben vagy egészben  a   Copenhagen Metro című angol Wikipédia-szócikk ezen változatának fordításán alapul.  Az eredeti cikk szerkesztőit annak laptörténete sorolja fel. Ez a jelzés csupán a megfogalmazás eredetét és a szerzői jogokat jelzi, nem szolgál a cikkben szereplő információk forrásmegjelöléseként.